# Nokia 2310
Nokia 2310 là một điện thoại di động, thiết kế cho thị trường ít tiền. Phát hành vào năm 2006, nó là một lựa chọn thích hợp cho trẻ em ở nhiều quốc gia, bởi vì nó được cho không với nhiều hợp đồng của nhà mạng điện thoại di động.

## Tính năng
- Hai băng 900/1800
- Kích thước 105 x 44 x 19 mm
- Nặng 85 g
- Pin thời gian nói chuyện 4 – 6 giờ
- Chờ pin: 400 giờ
- Màn hình màu khả năng hiển thị 65,536 màu sắc, 96 x 68 ảnh, 4 dòng
- FM
- Điện thoại có 200 mục lưu trữ số
- nhạc chuông Mp3
- Loa cho phép gọi điện thoại không tay
- Tin nhắn SMS và hình ảnh nhắn tin với không gian cho 60 tin nhắn
- Màn hình hoạt hình và nền
- 3 trò chơi (Bounce, Nature Park and Snake Xenzia)
- Đồng hồ báo thức

## Thiếu sót
- Nghe MP3 phải dùng tai nghe